# Ricard Alarcón
Ricard Alarcón Tevar  (nacido el 18 de agosto de 1991 en Tarrasa, Barcelona) es un jugador de waterpolo español. Disputó los Juegos Olímpicos de Río de Janeiro 2016 con España, obteniendo un séptimo puesto y diploma olímpico.  

## Participaciones en Juegos Olímpicos
- Río de Janeiro 2016, puesto 7.